# De Vliegende Hollander (SpongeBob SquarePants)
De Vliegende Hollander (Flying Dutchman in de originele serie) is een personage uit de animatieserie SpongeBob SquarePants. Hij is bedacht door Stephen Hillenburg. In de Nederlandstalige serie werd de stem van De Vliegende Hollander tot en met 2008 vertolkt door Carol van Herwijnen Daarna heeft Lucas Dietens de rol van hem overgenomen. Het personage is gebaseerd op de verhalen over De Vliegende Hollander.
De Vliegende Hollander is een groen spook dat op een gelijknamig gezonken schip op de bodem van de zee rondzwerft en langszwemmende vissen probeert te laten schrikken. Verder houdt hij zich bezig met het verzamelen van zielen (te zien in "Scaredy Pants") en het straffen van mensen die in hun leven zich slecht hebben gedragen (te zien in "Born Again Krabs"). Volgens een boek dat Spongebob en Patrick lezen in de aflevering "Squidward the Unfriendly Ghost" is de Vliegende Hollander gaan rondspoken uit onvrede over het feit dat zijn lichaam na zijn dood als etalagepop werd gebruikt. De persoonlijkheid van de Vliegende Hollander verschilt per aflevering. Soms is hij duidelijk de antagonist die het Spongebob en zijn vrienden flink lastig maakt, maar in andere afleveringen blijkt vaak dat het spook zo kwaadaardig niet is.

## Spel
Er is rond zijn karakter ook een aparte SpongeBob-game verschenen: SpongeBob SquarePants: De wraak van de Vliegende Hollander. Hierin hypnotiseert De Vliegende Hollander verschillende inwoners van Bikinibroek en probeert SpongeBob SquarePants deze weer ongedaan te krijgen.